# Motorola MC10800

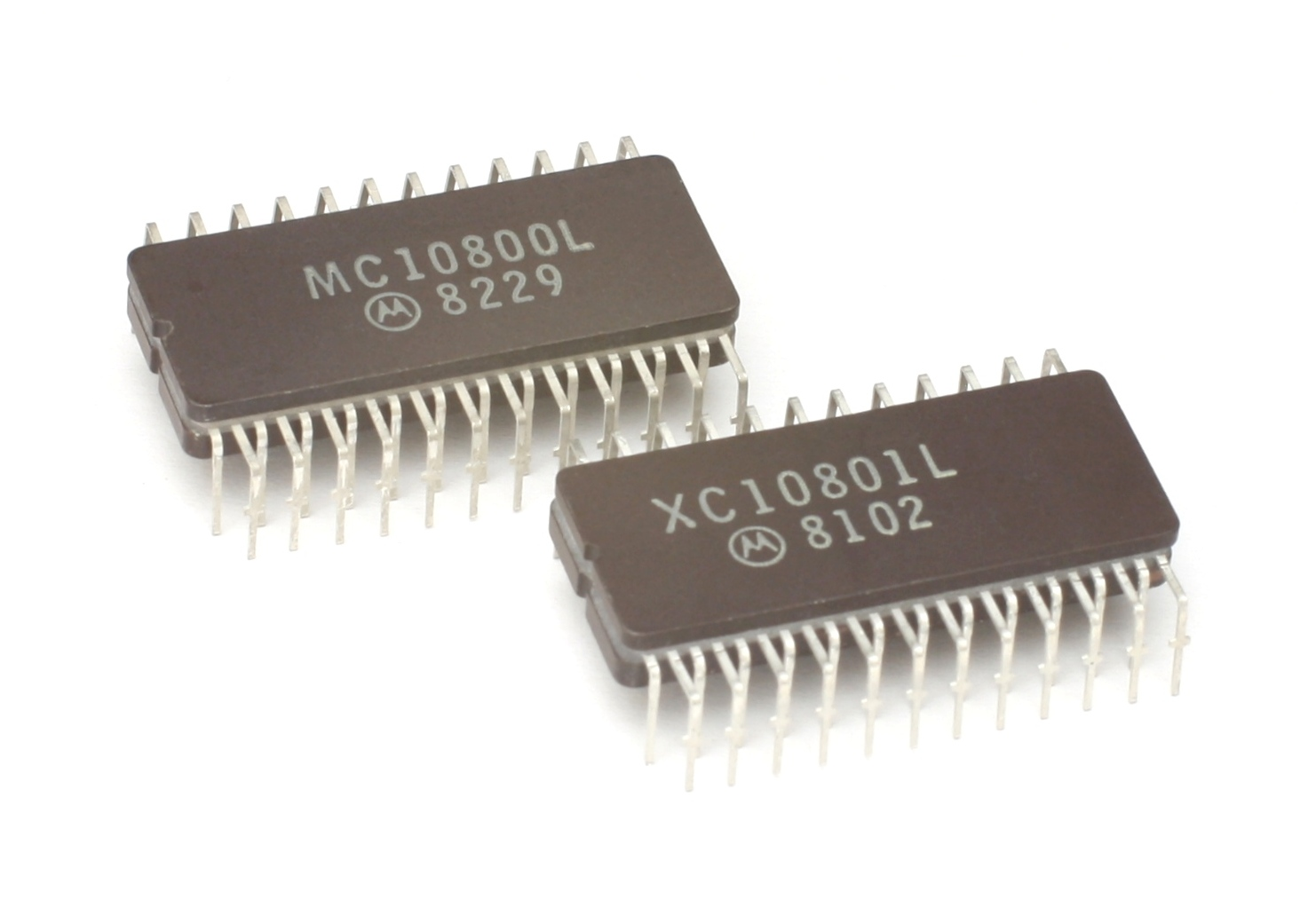
MC10800 csipek

A Motorola MC10800 egy bitszelet-technikájú 4 bites mikroprocesszor a Motorola tervezésében, amelyet 1979-ben mutattak be. ECL logikával készült és az M10800 áramkörcsalád része volt.

## Fordítás
Ez a szócikk részben vagy egészben  a   Motorola MC10800 című angol Wikipédia-szócikk ezen változatának fordításán alapul.  Az eredeti cikk szerkesztőit annak laptörténete sorolja fel. Ez a jelzés csupán a megfogalmazás eredetét és a szerzői jogokat jelzi, nem szolgál a cikkben szereplő információk forrásmegjelöléseként.